# Солія короткопера
Солія короткопера (Microchirus variegatus) — вид риб родини солієвих (Soleidae). Поширений у північно-східній Атлантиці від Британії на південь до Сенегалу; також у Середземному морі. У Чорному морі зустрічається біля берегів Туреччини. Морська демерсальна риба, до 35 см довжиною.